# گونتیس اولامیس
گونتیس اولامیس (لتونیایی: Guntis Ulmanis؛ زادهٔ ۱۳ سپتامبر ۱۹۳۹) یک سیاست‌مدار اهل لتونی است که از ۷ ژوئیه ۱۹۹۳ تا ۷ ژوئیه ۱۹۹۹ رئیس‌جمهور این کشور بود.